# Sân vận động HFC Bank
Sân vận động HFC Bank (tiếng Anh: HFC Bank Stadium, còn được gọi là Sân vận động Quốc gia ANZ) là một sân vận động đa năng ở Suva, Fiji.
Sân vận động HFC Bank được sử dụng chủ yếu cho các trận đấu rugby league, rugby union và bóng đá, đồng thời có đường chạy điền kinh cũng như mặt sân phù hợp để tổ chức các giải đấu tầm cỡ thế giới. Sân có một khán đài với sức chứa 4.000 chỗ ngồi và được mái che che phủ. Nếu tính cả kè bê tông và cỏ thì tổng sức chứa của sân lên đến 15.000 người.

## Xây dựng và cải tạo
Ban đầu được gọi là Buckhurst Park, sân vận động được xây dựng vào năm 1951 trên khu đất rộng 16 ha do William H. B. Buckhurst tặng vào năm 1948.
Sân vận động này được cải tạo lần đầu tiên vào năm 1978–1979 cho Đại hội Thể thao Nam Thái Bình Dương lần thứ 6. Công việc cải tạo bắt đầu vào tháng 4 năm 1978 với việc phá dỡ khán đài chính đã bị bay mất mái che sau khi chịu ảnh hưởng của cơn bão Bebe. Sân vận động được đổi tên thành Sân vận động Quốc gia sau khi mở cửa trở lại vào năm 1979.
Lần cải tạo thứ hai diễn ra vào năm 2012, được tài trợ bởi ANZ Fiji, ngân hàng lớn nhất của Fiji, với chi phí là 17,5 triệu FJD. Sân vận động được mở cửa trở lại vào tháng 3 năm 2013, với trận đấu rugby union giữa đội tuyển rugby union quốc gia Fiji và Classic All Blacks.

## Buckhurst Park và Bidesi Park
Công việc cải tạo năm 2012–2013 cũng bao gồm công viên và sân tập phía sau Sân vận động Quốc gia ANZ, được gọi là Bidesi Park và Buckhurst Park. Cả hai địa điểm đều vẫn giữ nguyên tên ban đầu. Buckhurst và Bidesi bao gồm ba sân tập chủ yếu được sử dụng để tập luyện và thi đấu trong các giải đấu rugby, rugby league, bóng đá và cricket, và một sân vận động nhỏ và đường chạy tập có bề mặt phủ sợi tổng hợp. Buckhurst Park là địa điểm được sử dụng trong National Baseball Diamond của Đại hội Thể thao Nam Thái Bình Dương 2003.